# Anaïs Franquesa i Griso
Anaïs Franquesa i Griso (Vilafranca del Penedès, 1983) és una advocada penalista catalana especialitzada en drets humans, moviments socials i dret internacional humanitari. És també codirectora del Centre Irídia des d'on ha criticat el model policíac dels Mossos d'Esquadra perquè du a situacions d'impunitat real en mancar «mecanismes de control i fiscalització quan hi ha actuacions desproporcionades».

## Trajectòria
Franquesa és l'advocada de Roger Español i dotze ferits més en la causa contra els agents de la policia espanyola denunciats per la violència desproporcionada de l'1-O a Barcelona. A més, ha estat promotora i portaveu d'International Trial Watch, la plataforma d'observadors internacionals del judici al procés independentista català.
En la seva tasca professional, ha alertat de la limitació del dret a la protesta derivada de la reforma del Codi penal espanyol coneguda com a «Llei mordassa» que avala la «detenció arbitrària i la presó provisional», considerant-ho «una reducció de l'espai i els drets de la societat civil». També ha denunciat la desproporció de l'Operació Judes i la inconsistència de la investigació judicial que la sosté.
| «                 | Es creen tipus penals que no existien per a criminalitzar accions pacífiques com les de la PAH, o s'amplia el delicte de desordres públics i s'augmenten les penes. I els delictes d'opinió, injúries a la corona, enaltiment del terrorisme… Efectivament, l'estat feia temps que es preparava. Va haver-hi una crisi l'any 2008 i els moviments de protesta que van generar-se, com el 15-M, van rebre com a resposta les restriccions. L'estat veu la societat civil que protesta com una amenaça, no com una oportunitat per a la consolidació de la democràcia. | » |
| — Anaïs Franquesa | |   |